# Акинша, Константин Александрович
Константин Александрович Акинша  (р. 5 июля 1960, Киев) — искусствовед, историк, обладатель ученой степени PH.D. в области искусствознания, куратор выставочных проектов, журналист-расследователь.
Специализация — история подделок русского и украинского авангарда, является одним из крупнейших специалистов на этом направлении исследований. Значительная часть научных публикаций и журналистских расследований посвящена теме  реституции, перемещенных ценностей и утраченного культурного наследия. Последние годы занимается организацией выставок современного украинского искусства.

## Биография
Учился в Художественном училище им. Шевченко в Киеве, Украина. В молодости — «свидетель зарождения украинского современного искусства, участник киевской художественной „тусовки“ на „Паркоме“». В 1983-86 годах — научный сотрудник Киевского музея западного и восточного искусства. Уехал учиться в Москву.
В 1986 году закончил Отделение истории искусства Исторического факультета МГУ. Защитил диссертацию на соискание научного звания кандидата искусствоведения (ВНИИ искусствознания, 1990. Тема исследования — «Культурная жизнь Киева второй половины XIX — начала XX веков (К вопросу о формировании частных коллекций и первых городских музеев)», научный руководитель д.иск. Г.Ю. Стернин). В 2012) получил защитил степень PH.D. в университете Эдинбургском университете, Шотландия (тема исследования «The Second Life of the Soviet Photomontage, 1935—1991»), научный руководитель — британский искусствовед, исследователь русского авангарда Кристина Лоддер, (Christina Lodder, PH.D.).
C 1993 года живёт в США и Европе.
В 1993—1995 годах — получил исследовательский грант Восточноевропейского института университета Бремена. В 1995—1996 — научный сотрудник Немецкого национального музея в Нюрнберге. В 1997—1998 годах — сотрудник в Институте перспективных российских исследований Кеннана, Центр ученых Вудро Вильсона (Вашингтон). В 1998—2000 годах — адъюнкт-профессор в Центре кураторских исследований, Бард-колледж (Нью-Йорк). В 2007-8 годах сотрудник (The Eugene and Daumel Shklar Fellow) Украинского исследовательского института при университете Гарварда. Тема исследования "The Bohdan and Varvara Khanenko Museum: The Fate of the Dispersed Collection". В 2015 году — приглашенный сотрудник в Колледже Макса Веберга (Эгфурт, Германия). С 2016 года — советник берлинского Культурного фонда земель (Kulturstigtung der Lander). В 2018 — приглашенный сотрудник Института гуманитарных наук (Вена, Австрия), и др.
В 1990-е годы печатался в газете «Коммерсантъ» и в др. российских изданиях.
Обладатель профессиональных наград, полученных за годы работы:
1991 год — Мемориальная премия Джорджа Полка за репортажи о культуре (университет Лонг-Айленда);
1996 год — National Headliner Award;
2009 — The Society of Silurians Excellence in Journalism Award,  Clarion Award for Cultural Journalism;
2010 — Clarion Award for Cultural Journalism (за статью «The Faking of the Russian Avant-Garde» в издании ARTNEWS.
На протяжении долгих лет Акинша — сотрудник, член редколлегии американского издания ARTnews (1996—2014), московский корреспондент этого издания (1990 - 1993), европейский корреспондент в Будапеште (2006—2014) . 

### Тема реституций
Вместе со своим соавтором Григорием Козловым, бывшим сотрудником Министерства культуры СССР, одним из первых затронул тему трофейного искусства, вывезенного на территории СССР в ходе Второй Мировой войны.
Доказывал, что Клад Приама все-таки находится в России. В СССР публикации на эту тему появились в начале 1990 года, причём в сентябре 1991 года Акинша и  Козлов опубликовали фотокопии архивных документов, подтверждающих, что части "троянской коллекции" были вывезены на территорию Советского Союза в порядке компенсации утраченных культурных сокровищ, награбленных гитлеровцами. Вместе они нашли следы «венгерской коллекции». Балдинская коллекция,  по некоторым сведениям, именно благодаря нажиму энергичных соавторов была передана Балдиным в музей. Савва Ямщиков, считавший, что Германии ничего возвращать нельзя, давал обоим молодым людям негативную эмоциональную характеристику.
Акинша в соавторстве с Козловым издали книг (см. ниже), переведенных на иностранные языки.
В 1998—1999 - директор по исследованиям в Documentation Project of War Time Cultural Losses (Нью-Йорк). С 1999 по 2000 год — заместитель директора по исследованиям в области искусства и культурных ценностей, президентской консультативной комиссии по наследию Холокоста в США, Вашингтон, округ Колумбия. В 2001—2005 годах — старший научный директор в Research Project for Art and Archives (Нью-Йорк). В 2016—2017 годах — член рабочей группы Украины в Фонде Немецкого центра Утраты культурных ценностей, Магдебург, Германия (Stiftung Deutsches Zentrum Kulturgutverluste).
В 1999 году в Нью-Йорке давал показания по делу о прокуроре из Баку, продававшем вещи из "бременской коллекции".

### Авангард
В 1998 году вместе с Козловым привлек внимание к трагической судьбе расхищаемого архива русского авангарда Николая Харджиева.
В 1996 году опубликовал в ARTnews о выставке «Берлин — Москва», в экспозиции которой были представлены произведения, вызывавшие сомнения у исследователей.
В 2018 году, в числе других специалистов по русскому искусству, подписал письмо, привлекшее внимание к выставке поддельного русского авангарда из коллекции Игоря Топоровского в Художественном музее Генте, занимался расследованием деятельности Тодоровского и директора музея Катрин Де Зегер.
Соучредитель фонда изучения русского авангарда RARP (Russian Avant-Garde Research Project), (основан в 2016), его главный куратор. Фонд, штаб квартира которого располагается в Лондоне, занимается оцифровкой наследия Гончаровой и Ларионова, базируется в Лондоне.
Акинша стал одним из организаторов выставки, посвященной подлинным и поддельным произведениям русского авангарда в Музее Людвигов в Кельне.

### Куратор
Первый кураторский опыт получил в Киевском музея западного и восточного искусства (1983-86).
В качестве приглашенного куратора организовывал выставки в Художественном институте Чикаго (2008—2011), галерее Бельведер в Вене (2012—2014), Neue Galerie, Нью-Йорк (2014—2015), Музее Людвигов, Будапешт (2017—2018), музее Кроллера-Мюллера, Де-Хоге-Велюве, Нидерланды (2019) и др.
Избранные выставки:
- «Windows on the War: Soviet TASS Posters at Home and Abroad, 1941—1945» (2012, Художественный институт Чикаго).
- «Серебряный век — Русское искусство в Вене около 1900». (2014, галерея Бельведер)[36]
- «I am a Drop in the Ocean. Art of the Ukrainian Revolution». (2014, Kunstlerhaus, Вена, Австрия)[37]
- «Русский модернизм: пересечения немецкого и русского искусства. 1907—1917» (2015, Нью-Йорк), на основе коллекции Петра Авена и основателя музея Neue Galeriе Рональда Лаудера в музее последнего в Нью-Йорке[38][2]
- «Filming the Revolution: Ukrainian Film Posters of the 1920s». (2017) IWM/Blikle Kino, 21er Hous, Галерея Бельведер, Австрия
- «The Paper Revolution: Soviet Graphic Design and Constructivism, 1920s — 1930s». (2017, ADAM Brussels Design Museum, Брюссель / Bröhan-Museum, Берлин)
- «Permanent Revolution: Ukrainian Art Today» (2018, Музей Людвига, Будапешт)
- Совместно с Алисой Ложкиной[39]: «Between fire & fire. Украинское искусство сейчас» (2019, Вена, Академия художеств, Semper Depot)[40]